# Pseudister contusus
Pseudister contusus är en skalbaggsart som först beskrevs av Sylvain Auguste de Marseul 1864.  Pseudister contusus ingår i släktet Pseudister och familjen stumpbaggar. Inga underarter finns listade i Catalogue of Life.